# Seznam madžarskih vladarjev
Seznam madžarskih vladarjev, vključuje ogrske velike kneze (895–1000), kralje (1000–1918) in regenta Miklósa Horthyja (1920–1944).
Kneževina Ogrska  je bila ustanovljena okoli leta 895 po madžarski osvojitvi Karpatskega bazena v 9. stoletju. Kraljevina Ogrska je obstajalo od leta 1000/1001 s kronanjem kralja Štefana I. Dinastija Árpád, potomci velikega kneza Árpáda po moški liniji, je Ogrski vladala neprekinjeno od leta 895 do 1301. Krščanstvo kot državno vero Ogrske je sprejel kralj Štefan, kralji iz dinastije Árpád pa so uporabljali naziv "apostolski kralj". Dinastija Árpád  je dala katoliški cerkvi več svetnikov in blaženih kot katera koli druga rodbina, zato je bila od 13. stoletja pogosto imenovana "Sorodstvo svetih kraljev". Árpádovci so štiristo let vladali Karpatskemu bazenu in s svojimi obsežnimi dinastičnimi povezavami vplivala na skoraj vso Evropo. Dinastija je po moški strani izumrla leta 1301 s smrtjo kralja Andreja III. Vsi naslednji ogrski kralji, z izjemo Matije Korvina, so bili kognatski potomci dinastije Árpád. Po prvi svetovni vojni se je kralj Karel IV. leta 1918 "odpovedal sodelovanju" v državnih zadevah, ni pa abdiciral. Ogrska je kot kraljevina obstajala tudi od leta 1920 do 1946, čeprav ni imela kralja. 

## Poglavarji pred osvojitvijo Panonske nižine
| Portret | Ime                                | Vladal od | Vladal do   | Zakonec           | Komentar |
| ------- | ---------------------------------- | --------- | ----------- | ----------------- | --- |
|         | Levedi Levedias, Lebedias, Lebedi  | ?         | ok. 850 (?) | hazarska princesa | poglavar |
|         | Álmoš Almoš, Almuš                 | ok. 850   | ok. 895     | neznano           | kende ali gyula sin Ügyeka in Emeše                                                                                    |
|         | Kursan Kücsid, Kusál, Cussan, Cusa | ok.?      | ok. 904     | neznano           | kende ali gyula sin poglavarja Konda in brat poglavarja Kaplona; umorjen na banketu v Bratislavi leta Leta 904 ali 906 |

## Vekiki knezi

### Dinastija Árpád
Seznam vladarjev v prvi polovici 10. stoletja je pogosto sporen, saj je madžarski narod sestavljalo več plemen, ki so jih vodili različni voditelji. Najpogosteje predlagani so naslednji knezi: 
| Portret | Ime       | Vladal od | Vladal do | Zakonec                                                      | Komentar |
| ------- | --------- | --------- | --------- | ------------------------------------------------------------ | --- |
|         | Árpád     | ok. 895   | ok. 907   |                                                              | Sin velikega kneza Álmoša; madžarska osvojitev Panonske nižine, |
|         | Zoltán    | ok. 907   | ok. 947   | Menumorutova hčerka                                          | Znan tudi kot Zaltaš. Najmlajši sin velikega kneza Árpáda. |
|         | Fajsz     | ok. 947   | ok. 955   |                                                              | Sin Jutoča/Jutaša, vnuk velikega kneza Árpáda. |
|         | Taksony   | ok. 955   | ok. 972   | "Kumanska gospa", hazarska, pečeneška ali bolgarska princesa | Sin velikega kneza Zoltána/Zaltaša. |
|         | Géza      | ok. 972   | 997       | Sarolt Transilvanska Adelajda Poljska (?)                    | Sin velikega kneza Taksonyja. |
|         | Štefan I. | 997       | 1000      | Gizela Bavarska 996                                          | Sveti Štefan. Zadnji ogrski veliki knez in prvi ogrski kralj. Premagal je rivalske madžarske poglavarje in uveljavil svojo zahtevo, da združi in vlada vsem deželam, v katerih prevladujejo madžarski gospodje. |

## Kralji

### Dinastija Árpád (1000-1301)
| Portret | Ime            | Vladal od              | Vladal do          | Zakonec                                             | Komentar |
| ------- | -------------- | ---------------------- | ------------------ | --------------------------------------------------- | --- |
|         | Štefan I.      | 25. december 1000      | 15. avgust 1038    | Gizela Bavarska                                     | Sin velikega kneza Géze. Prvi ogrski kralj, okronan 25. decembra 1000. Krščanstvo je postalo uradna vera Ogrskega kraljestva. |
|         | Peter Orseolo  | Prvičː 15. avgust 1038 | september 1041     | Judita Schweinfurtska                               | Nečak Štefana I. in vnuk velikega kneza Géze.                                                                                 |
|         | Samuel Aba     | september 1041         | 5. julij 1044      | Hčerka velikega kneza Géze.                         | Vodja plemena Kabarov. Svak Štefana I.                                                                                        |
|         | Peter Orseolo  | Drugičː 1044           | 1046               | Judita Schweinfurtska                               | Po vrnitvi na prestol je bil kmalu odstavljen.                                                                                |
|         | Andrej I.      | september 1046         | december 1060      | Anastazija Kijevska                                 | Pravnuk velikega kneza Taksonyja. Sin Vazula, bratranca Štefana I. Po Vatovem uporu ponovno vzpostavil oblast Árpádov.        |
|         | Béla I.        | 6. december 1060       | 11. september 1063 | Richeza Poljska                                     | Pravnuk velikega kneza Taksonyja. Sin Vazula, bratranca Štefana I., in mlajši brat Andreja I.                                 |
|         | Solomon        | 11. september 1063     | 14. marec 1074     | Judita Švabska                                      | Sin Andreja I. |
|         | Géza I.        | 14. marec 1074         | 25. april 1077     | Sofija Loonska Sinadena Bizantinska                 | Sin Béle I. |
|         | Ladislav I.    | 25. april 1077         | 29. julij 1095     | Adelajda Rheinfeldenska                             | Sin Béle I. in Richeze Poljske. Od leta 1091 do 1095 kralj Hrvaške.                                                           |
|         | Koloman        | 29. julij 1095         | 3. februar 1116    | Felicija Sicilska Eufemija Kijevska                 | Sin Géze I. in Sofije. Od leta 1097 do 1116 kralj Hrvaške. Hrvaška je vstopila v personalno unijo z Ogrsko (1102–1918).       |
|         | Štefan II.     | 3. februar 1116        | 11. marec 1131     | hčerka Roberta I. Kapuanskega Adelajda Riedenburška | Sin Kolomana in Felicije Sicilske.                                                                                            |
|         | Béla II. Slepi | 11. marec 1131         | 13. februar 1141   | Jelena Vukanović                                    | Vnuk Géze I. in bratranec Štefana II.                                                                                         |
|         | Géza II.       | 13. februar 1141       | 31. maj 1162       | Eufrozina Kijevska                                  | Sin Béle II. in Helene Srbske.                                                                                                |
|         | Štefan III.    | 31. maj 1162           | 4. marec 1172      | Neža Avstrijska                                     | Sin Géze II. in Eufrozine Kijevske.                                                                                           |
|         | Ladislav II.   | 31. julij 1162         | 14. januar 1163    | Judita Poljska                                      | Sin Béle II. in Helene Srbske. Uporniški protikralj in mlajši brat Géze II.                                                   |
|         | Štefan IV.     | 27. januar 1163        | 11. april 1165     | Marija Komnena                                      | Sin Béle II. in Helene Srbske.                                                                                                |
|         | Béla III.      | 4. marec 1172          | 23. april 1196     | Neža Antioška Margareta Francoska                   | Sin Géze II. in Eufrozine Kijevske. Nekdanji dedič Bizantinskega cesarstva.                                                   |
|         | Emerik         | 23. april 1196         | 30. november 1204  | Konstanca Aragonska                                 | Sin Béle III. in Neže Antioške.                                                                                               |
|         | Ladislav III.  | 30. november 1204      | 7. maj 1205        |                                                     | Sin Emerika in Konstance Aragonske. Umrl kot otrok.                                                                           |
|         | Andrej II.     | 7. maj 1205            | 21. september 1235 | Gertruda Meranijska Jolanda Courtenayska            | Emerikov brat. |
|         | Béla IV.       | 21. september 1235     | 3. maj 1270        | Marija Laskarina                                    | Sin Andreja II., "drugi ustanovitelj kraljestva" po prvi mogolski invanziji (1241–1242).                                      |
|         | Štefan V.      | 3. maj 1270            | 6. avgust 1272     | Elizabeta Kumanska                                  | Sin Béle IV. in Marije Laskarine.                                                                                             |
|         | Ladislav IV.   | 6. avgust 1272         | 10. julij 1290     | Elizabeta Sicilska                                  | Sin Štefana V. Neuspešna mongolska invazija. Živel kot nomad med Kumani.                                                      |
|         | Andrej III.    | 4. avgust 1290         | 14. januar 1301    | Elizabeta Sicilska                                  | Vnuk Andreja. II, rojen v Benetkah. Zadnji vladar iz dinastije Árpád.                                                         |

### Přemyslidi (1301–1305)
| Portret | Ime       | Vladal od       | Vladal do       | Zakonec        | Komentar |
| ------- | --------- | --------------- | --------------- | -------------- | --- |
|         | Venčeslav | 27. avgust 1301 | 9. oktober 1305 | Viola Těšinska | Češki kralj, izvojen je bil tudi za ogrskega kralja, a ni bil vsesplošno priznan. Bil je pravnuk Béle IV. in vnuk Béle III. in odstopil v korist bavarskega vojvode Otona III. |

### Wittelsbachi (1305–1307)
| Portret | Ime                 | Vladal od       | Vladal do | Zakonec                            | Komentar |
| ------- | ------------------- | --------------- | --------- | ---------------------------------- | --- |
|         | Oton III. (Béla V.) | 9. oktober 1305 | 1307      | Katarina Habsburška Neža Glogavska | Vnuk Béle IV. in bavarski vojvoda. Ni bil vsesplošno priznan kralj. V madžarskem zgodovinopisju je v medvladju 1301–1310 zapisan kot protikralj. |

### Anžujci (1308–1395)
| Portret | Ime           | Vladal od          | Vladal do          | Zakonec                                                                   | Komentar |
| ------- | ------------- | ------------------ | ------------------ | ------------------------------------------------------------------------- | --- |
|         | Karel I.      | 20. avgust 1310    | 16. julij 1342     | Marija Galicijska Marija Bytomska Beatrice Luxembourška Elizabeta Poljska | Pravnuk Štefana V. Ogrskega in začetnik ogrska Anžujske dinastije.                                          |
|         | Ludvik Veliki | 16. julij 1342     | 11. september 1382 | Marija Galicijska Marija Bytomska Beatrice Luxembourška Elizabeta Poljska | Prapravnuk Štefana V in drugi pravnuk Béle IV. in Jolande Poljske. Od leta 1370 do 1382 tudi kralj Poljske. |
|         | Marija I.     | 10. september 1382 | december 1385      | Sigismund Luksemburški                                                    | Prva ogrska kraljica.                                                                                       |
|         | Karel II.     | 31. december 1385  | 24. februar 1386   | Margareta Draška                                                          | Prapravnuk Štefana V. in Marije Neapeljske. Od leta 1382 do 1386 kralj Neaplja.                             |
|         | Marija I.     | 24. februar 1386   | 17. maj 1395       | Sigismund Luksemburški                                                    | Drugo vladanje.                                                                                             |
|         | Ladislav      | 13. julij 1403     | 7. november 1403   | Kostanca Chiaramonte Marija Lusignanska Marija Enghienska                 | Protikralj, sin Karla II. Ogrskega in Margarete Draške. Od leta 1386 do 1414 kralj Neaplja.                 |

### Luksemburžani (1387–1437)
| Portret | Ime          | Vladal od      | Vladal do        | Zakonec                       | Komentar |
| ------- | ------------ | -------------- | ---------------- | ----------------------------- | --- |
|         | Sigismund I. | 31. marec 1387 | 9. december 1437 | Marija Ogrska Barbara Celjska | Mož Marije Ogrske. V letih 1410–1437 kralj Nemčije, 1419–1437 kralj Češke in 1433–1437 cesar Svetega rimskega cesarstva. |

### Habsburžani (1437–1457)
| Portret | Ime         | Vladal od         | Vladal do         | Zakonec                | Komentar |
| ------- | ----------- | ----------------- | ----------------- | ---------------------- | --- |
|         | Albert I.   | 18. december 1437 | 27. oktober 1439  | Elizabeta Luksemburška | Sin Alberta IV. Avstrijskega in Ivane Zofije Bavarske. Sigismundov svak in rimsko-nemški in češki kralj in avstrijski nadvojvoda. |
|         | Ladislav V. | 15. maj 1440      | 23. november 1457 | neporočen              | Rojen leta 1440 po očetovi smrti. Večino življenja je preživel v ujetništvu. Po Ladislavovem rojstvu je njegova mati prevzela kriono Svetega rimskega cesarstva in Ladislava kronala za kralja. Ogrski parlament je razglasil Ladislavovo kronanje za neveljavno in za kralja izvolil Vladislava I. Od leta 1453 do 1457 kralj Češke. |

### Jagelonci (1440–1444)
| Portret | Ime          | Vladal od    | Vladal do         | Zakonec                | Komentar |
| ------- | ------------ | ------------ | ----------------- | ---------------------- | --- |
|         | Vladislav I. | 15. maj 1440 | 10. november 1444 | Elizabeta Luksemburška | Sin Vladislava II. Poljskega in Zofije Halšanske. Kralj Poljske (1434–1444) in litovski veliki knez (1434–1444). |

### Hunyadiji (1458–1490)
| Portret | Ime           | Vladal od       | Vladal do     | Zakonec                                                     | Komentar                                                            |
| ------- | ------------- | --------------- | ------------- | ----------------------------------------------------------- | ------------------------------------------------------------------- |
|         | János Hunyadi | 1446            | 1453          | Elizabeta Szilágyi                                          | Vladal kot regent in dosegel velike vojaške uspehe v bojih z Osmani |
|         | Matija Korvin | 24. januar 1458 | 6. april 1490 | Elizabeta Celjska Katarina Podjebradska Beatrice Napleljska | Kralj Češke (1469–1490), nadvojvoda Avstrije (1486–1490).           |

### Jagelonci (1490–1526)
| Portret | Ime           | Vladal od      | Vladal do       | Zakonec                                                      | Komentar                                                                      |
| ------- | ------------- | -------------- | --------------- | ------------------------------------------------------------ | ----------------------------------------------------------------------------- |
|         | Vladislav II. | 15. julij 1490 | 13. maj 1516    | Barbara Brandenburška Beatrice Neapeljska Ana Foix-Candalska | Sin Kazimirja IV. Poljskega in Elizabete Avstrijske. Kralj Češke (1471–1516). |
|         | Ludvik II.    | 13. maj 1516   | 29. avgust 1526 | Marija Avstrijska                                            | Kralj Češke (1516–1526).                                                      |

Ogrski kralj Ludvik II. je umrl v bitki pri Mohaču leta 1526. Po njegovi smrti so si celotno kraljestvo lastili ogrska plemiška družina Zápolya in avstrijski Habsburžani. Ivan Zapolya je kot kralj vladal Vzhodnemu ogrskem kraljestvu, Habsburžani pa zahodnemu delu Ogrske.

### Zapoljci (1526–1540)
| Portret | Ime     | Vladal od         | Vladal do      | Zakonec        | Komentar |
| ------- | ------- | ----------------- | -------------- | -------------- | --- |
|         | Ivan I. | 10. november 1526 | 22. julij 1540 | Izabela Jagelo | Sin ogrskega palatina Štefana Zapolya. Pretendent na prestol s podporo ogrskega plemstva in kasneje Sulejmana I. |

### Habsburžani (1526–1564)
| Portret | Ime          | Vladal od         | Vladal do      | Zakonec    | Komentar                                                                      |
| ------- | ------------ | ----------------- | -------------- | ---------- | ----------------------------------------------------------------------------- |
|         | Ferdinand I. | 16. december 1526 | 25. julij 1564 | Ana Jagelo | Ogrski prestol je zahteval na podlagi sporazuma med Jagelonci in Habsburžani. |

### Zapoljci (1540–1570)
| Portret | Ime      | Vladal od                                           | Vladal do                                     | Zakonec   | Komentar                                                                         |
| ------- | -------- | --------------------------------------------------- | --------------------------------------------- | --------- | -------------------------------------------------------------------------------- |
|         | Ivan II. | Prvič: 13. september 1540 Drugič: 25. november 1556 | Prvič: 19. julij 1551 Drugič: 16. avgust 1570 | neporočen | Sin Ivana Zapolja. Leta 1570 se je odpovedal prestolu v korist Maksimilijana II. |

Habsburžani so večkrat poskušali dobiti celotno Ogrsko pod svojo oblast, vendar jim je Osmansko cesarstvo to preprečilo s podporo Vzhodnemu Ogrskemu kraljestvu. Kralj Ivan Zapolja je leta 1540 umrl in habsburške sile so naslednje leto oblegale Budim. Osmanski sultan Sulejman I. je porazil Habsburžane, zasedel Budim in cel osrednji in južni del Ogrske je prišel pod osmansko oblast. Ogrska je bila razdeljana na tri dele.  Severozahodni rob kraljestva je ostal neosvojen in je Habsburžane priznaval za ogrske kralje. Imenoval se je Kraljevina Ogrska. Vzhodno Ogrsko kraljestvo je bilo predhodnica Kneževine Transilvanije, ustanovljene s Speyerskim sporazumom leta 1570. Kralj Vzhodne Ogrske je postal transilvanski knez. Kneževina Transilvanija je bila napol neodvisna država in vazalna država Osmanskega cesarstva. V smislu javnega prava je bila še naprej del Ogrskega kraljestva. Posesti Ivana II. Zapolja so pripade Kroni svetega Štefana in bile simbol obstanka ogrske državnosti.

### Bethleni (1620–1621)
| Portret | Ime           | Vladal od       | Vladal do         | Zakonec                | Komentar                                                |
| ------- | ------------- | --------------- | ----------------- | ---------------------- | ------------------------------------------------------- |
|         | Gabor Bethlen | 25. avgust 1620 | 31. december 1621 | Katarina Brandenburška | Nikoli okronani protikralj Ferdinanda II. Habsburškega. |

### Habsburžani (1564–1780)
| Portret | Ime             | Vladal od          | Vladal do         | Zakonec                                                                            | Komentar                                                                                             |
| ------- | --------------- | ------------------ | ----------------- | ---------------------------------------------------------------------------------- | --- |
|         | Maksimilijan    | 26. Julij 1564     | 12. oktober 1576  | Marija Španska                                                                     | Sin Ferdinanda I. Habsburškega in vnuk Vladislava II. Do leta 1570 tekmec Ivana II. Zapolja.         |
|         | Rudolf I.       | 25. september 1572 | 26. junij 1608    | neporočen                                                                          | Maksimiljanov sin.                                                                                   |
|         | Matija II.      | 26. junij 1608     | 20. marec 1619    | Ana Tirolska                                                                       | Maksimiljanov sin in Rudolfov mlajši brat.                                                           |
|         | Ferdinand II.   | 1. julij 1618      | 15. februar 1637  | Marija Ana Bavarska Eleonora Gonzaga                                               | Vnuk Ferdinanda I. in bratranec Matije II.                                                           |
|         | Ferdinand III.  | 15. februar 1637   | 2. april 1657     | Marija Ana Španska Marija Leopoldina Avstrijska Eleonora Neverska                  | Sin Ferdinanda II.                                                                                   |
|         | Ferdinand IV.   | 16. junij 1647     | 9. julj 1654      | neporočen                                                                          | Sin in sovladar Ferdinanda III.                                                                      |
|         | Leopold I.      | 27. junij 1655     | 5. maj 1705       | Margareta Tereza Španska Klavdija Felicija Avstrijska Eleonora Magdalena Neuburška | Sin Ferdinanda III. Habsburžani začnejo na jug Ogrske naseljevati Srbe (1690) in Nemce (1682–1699).  |
|         | Jožef I.        | 9. december 1687   | 17. april 1711    | Viljemina Brunswiška                                                               | Sin Leopolda I.                                                                                      |
|         | Karel III.      | 11. april 1711     | 20. oktober 1740  | Elizabeta Kristina                                                                 | Sin Leopolda I. in mlajši brat Jožefa I. Začetek velikega naseljevanja Nemcev na Ogrsko (1720–1800). |
|         | Marija Terezija | 20. oktober 1740   | 29. november 1780 | Franc Štefan Lorenski                                                              | Hčerka Karla III. Uživala veliko podporo ogrskega plemstva.                                          |

### Rodbina Habsburško-Lotarinška (1780–1918)
| Portret | Ime          | Vladal od         | Vladal do         | Zakonec | Komentar |
| ------- | ------------ | ----------------- | ----------------- | --- | --- |
|         | Jožef II.    | 29. november 1780 | 20. februar 1790  | Izabela Parmska Marija Jožefa Bavarska                                                                             | Sin Marije Terezije in Franca I. |
|         | Leopold II.  | 20. februar 1790  | 1. marec 1792     | Marija Luiza Španska                                                                                               | Sin Marije Terezije in mlajši brat Jožefa II. |
|         | Franc I.     | 1. marec 1792     | 2. marec 1835     | Elizabeta Württemberška Marija Terezija Neapeljska in Sicilska Marija Ludvika Avstrijska Karolina Avgusta Bavarska | Sin Leopolda II. |
|         | Ferdinand V. | 2. marec 1835     | 2. december 1848  | Marija Ana Savojska                                                                                                | Sin Franca I. Bil je epileptik in duševni bolnik. Zaradi revolucije je 1848 odstopil v korist svojega nečaka Franca Jožefa. Umrl je leta 1875. |
|         | Franc Jožef  | 2. december 1848  | 21. november 1916 | Elizabeta Bavarska                                                                                                 | Sin nadvojvode Franca Karla Avstrijskega in princese Zofije Bavarske. Z rusko pomočjo je leta 1849 zadušil ogrsko revolucijo. S preoblikovanjem Avstrijskega cesarstva v Avstro-Ogrsko je bil leta 1867 okronan za ogrskega kralja.                                 |
|         | Karel IV.    | 21. november 1916 | 16. november 1918 | Zita Bourbonsko-Parmska                                                                                            | Sin nadvojvode Otona Avstrijskega in princese Marije Jožefe Saške. Vladal je do novembra 1918, ko je razglasil da se ne bo več udejstoval v državnih zadevah, vendar ni abdiciral. Dvakrat je neuspešno poskusil obnoviti monarhijo. Umrl je v izganstvu leta 1922. |

### Obdobje med vojnama in med drugo svetovno vojno (1920-1944)
| Portret | Ime                  | Vladal od     | Vladal do        | Zakonec         | Komentar |
| ------- | -------------------- | ------------- | ---------------- | --------------- | --- |
|         | Regent Miklós Horthy | 1. marec 1920 | 3. november 1944 | Magdolna Purgly | Admiral Horthy je (kot regent) uradno predstavljal ukinjeno madžarsko monarhijo, kljub poskusom zadnjega kralja Karla, da bi spet pridobil ogrski prestol. Država je bila tako kraljevina brez kralja. Leta 1921 je madžarski parlament tudi dokončno odstavil Habsburžane. |

## Sklica
1. ↑  Horváth-Lugossy, Gábor; Makoldi, Miklós (2022). Kings and Saints - The Age of the Árpáds (PDF). Budapest, Székesfehérvár: Institute of Hungarian Research. str. 15, 21, 35, 41. ISBN 978-615-6117-65-6.
2. ↑  Makoldi, Miklós (2022). Kings and Saints - The Age of the Árpáds (PDF). Budapest, Székesfehérvár: Institute of Hungarian Research. str. 22. ISBN 978-615-6117-65-6.